# 베벌리힐스

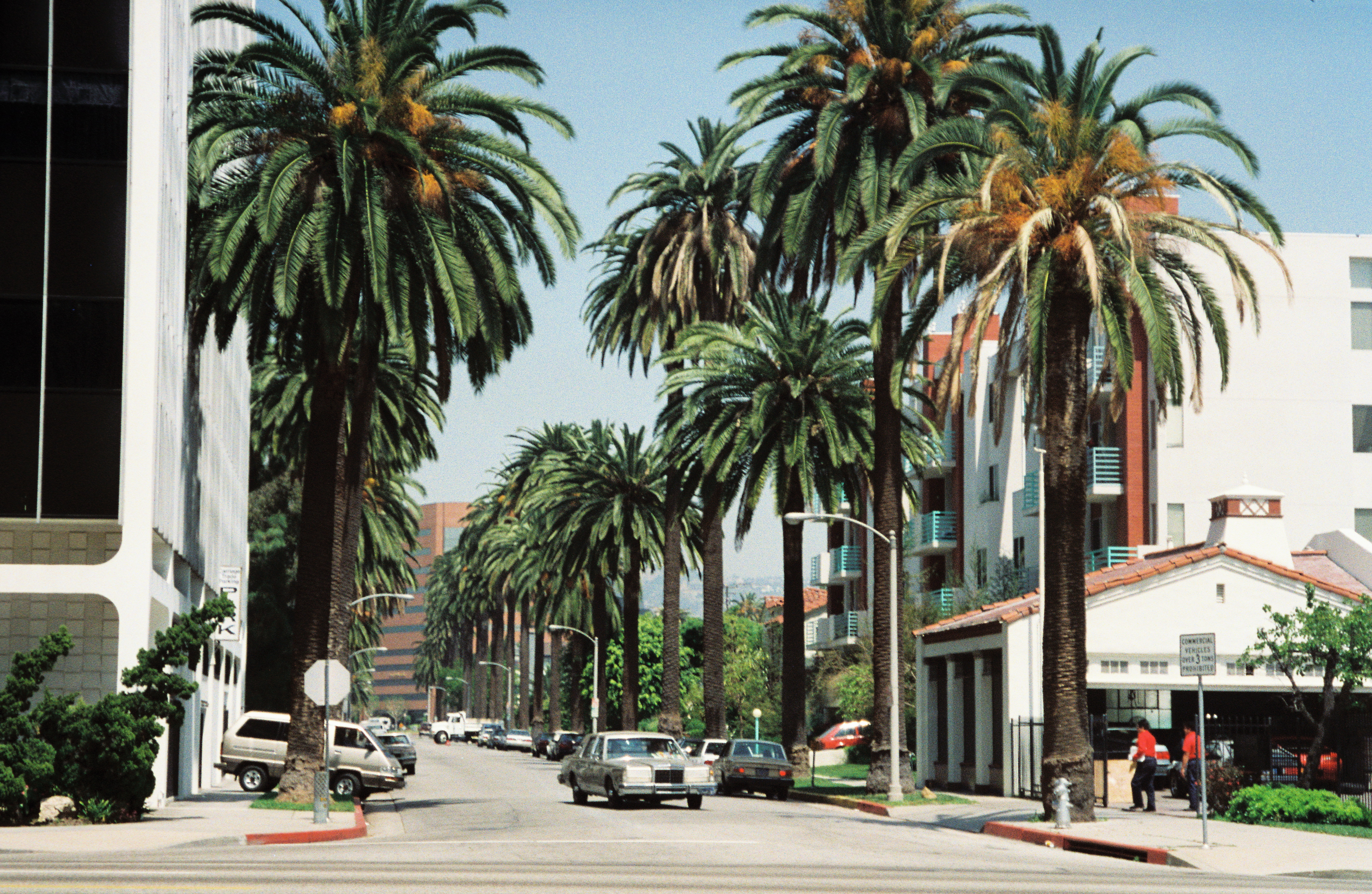
베벌리힐스

베벌리힐스(영어: Beverly Hills)는 미국 서부 캘리포니아주에 있는 도시로, 로스앤젤레스에 둘러싸여 있으며 초고급 호화 별장 들이 많다.

## 개요
캘리포니아주 남서부, 로스앤젤레스군에 위치한다. 로스앤젤레스 시에 둘러싸여 있으나, 로스앤젤레스 시와는 완전히 별개의 행정구역을 형성하고 있다. 로스앤젤레스 시 외에 벨에어, 웨스트할리우드와 경계를 접하고 있다. 인구는 34,180명(2018년)이다.
베벌리힐스는 전 미국에서 손꼽히는 고급 주택가가 많은 곳으로 세계적으로 잘 알려져 있다. 시의 재정은 풍부하여 로스앤젤레스 시 보안국(LAPD)의 관할이 아닌 독자적인 시경찰을 운영할 수 있어 높은 수준의 치안을 유지하고 있다. 대저택과 함께 고급 부티크가 늘어선 로데오 드라이브가 유명하고, 관광 명소이기도 하다. 영화 산업의 중심지 할리우드와 인접해 있어 드라마나 영화 촬영 장소로도 유명하며, 시에서도 이에 대해 적극적으로 협력하고 있다.
유명한 텔레비전 드라마 시리즈인 베벌리힐스 아이들의 원제 Beverly Hills 90210에서 나타난 대로, 시의 대표적인 우편번호는 90210이다. 그러나, 우편번호 90210의 지역의 대부분은 로스앤젤레스 시역에 걸려 있다. 또, 통상의 이미지와는 달리, 미국에서 가장 부유한 지역의 우편번호는 베벌리힐스의 90210이 아니고, 플로리다주 마이애미비치에 있는 33139이다. 캘리포니아 주에서 가장 부유한 곳은 샌프란시스코 교외 실리콘밸리 지역에 위치하는 애서턴에 있으며, 그 곳의 우편번호는 94027이다.

## 역사
1769년에 유럽인이 이 곳에 처음 도달했다. 스페인 상인과 선교사들이 들어왔으며, 그 후 스페인에서 독립한 멕시코에 속해 있었으나, 별다른 발전을 이루지는 못했다. 과달루페 이달고 조약으로 1848년 캘리포니아가 미국으로 넘어온 후에도 이 곳은 오랫동안 한적한 곳에 불과했다. 그 후 골드러시와 석유 개발로 로스앤젤레스가 성장하면서, 이 곳도 교외 주택지로 개발되기 시작했으며, 1906년 처음으로 이 곳에 행정구역이 설정되었다. 지명은 매사추세츠주의 베벌리에서 유래한다. 이후 부동산업과 영화 산업의 발달로 성장하기 시작했으며, 1950년대에 로데오 드라이브를 중심으로 한 고급 주택가가 형성되고 선진적인 패션 중심지로서 발전하면서 세계적으로 유명해졌다.

## 인구
| 인구조사              | 인구   | Note  | %±       |
| --------------------- | ------ | ----- | -------- |
| 1920년                | 674    |       | —        |
| 1930년                | 17,429 |       | 2,485.9% |
| 1940년                | 26,823 |       | 53.9%    |
| 1950년                | 29,032 |       | 8.2%     |
| 1960년                | 30,817 |       | 6.1%     |
| 1970년                | 33,416 |       | 8.4%     |
| 1980년                | 32,646 |       | −2.3%    |
| 1990년                | 31,971 |       | −2.1%    |
| 2000년                | 33,784 |       | 5.7%     |
| 2010년                | 34,109 |       | 1.0%     |
| 2019 (추산)           | 33,792 | [ 1 ] | −0.9%    |
| U.S. Decennial Census |        |       |          |

## 기후
| Beverly Hills, California의 기후 | Beverly Hills, California의 기후 | Beverly Hills, California의 기후 | Beverly Hills, California의 기후 | Beverly Hills, California의 기후 | Beverly Hills, California의 기후 | Beverly Hills, California의 기후 | Beverly Hills, California의 기후 | Beverly Hills, California의 기후 | Beverly Hills, California의 기후 | Beverly Hills, California의 기후 | Beverly Hills, California의 기후 | Beverly Hills, California의 기후 | Beverly Hills, California의 기후 |
| 월                               | 1월                              | 2월                              | 3월                              | 4월                              | 5월                              | 6월                              | 7월                              | 8월                              | 9월                              | 10월                             | 11월                             | 12월                             | 연간                             |
| -------------------------------- | -------------------------------- | -------------------------------- | -------------------------------- | -------------------------------- | -------------------------------- | -------------------------------- | -------------------------------- | -------------------------------- | -------------------------------- | -------------------------------- | -------------------------------- | -------------------------------- | -------------------------------- |
| 역대 최고 기온 °F (°C)           | 91 (33)                          | 91 (33)                          | 93 (34)                          | 103 (39)                         | 99 (37)                          | 108 (42)                         | 106 (41)                         | 98 (37)                          | 109 (43)                         | 102 (39)                         | 99 (37)                          | 94 (34)                          | 109 (43)                         |
| 일평균 최고 기온 °F (°C)         | 66.7 (19.3)                      | 66.9 (19.4)                      | 67.4 (19.7)                      | 69.7 (20.9)                      | 70.9 (21.6)                      | 73.5 (23.1)                      | 78.4 (25.8)                      | 79.7 (26.5)                      | 78.3 (25.7)                      | 75.4 (24.1)                      | 70.6 (21.4)                      | 66.5 (19.2)                      | 72.0 (22.2)                      |
| 일일 평균 기온 °F (°C)           | 57.5 (14.2)                      | 58.1 (14.5)                      | 58.9 (14.9)                      | 61.3 (16.3)                      | 64.2 (17.9)                      | 66.7 (19.3)                      | 70.8 (21.6)                      | 71.9 (22.2)                      | 70.6 (21.4)                      | 66.6 (19.2)                      | 61.0 (16.1)                      | 56.9 (13.8)                      | 63.7 (17.6)                      |
| 일평균 최저 기온 °F (°C)         | 48.3 (9.1)                       | 49.2 (9.6)                       | 50.4 (10.2)                      | 52.9 (11.6)                      | 57.4 (14.1)                      | 60.2 (15.7)                      | 63.2 (17.3)                      | 64.0 (17.8)                      | 62.9 (17.2)                      | 57.7 (14.3)                      | 51.4 (10.8)                      | 47.3 (8.5)                       | 55.4 (13.0)                      |
| 역대 최저 기온 °F (°C)           | 27 (−3)                          | 34 (1)                           | 35 (2)                           | 42 (6)                           | 45 (7)                           | 48 (9)                           | 52 (11)                          | 51 (11)                          | 47 (8)                           | 48 (9)                           | 38 (3)                           | 32 (0)                           | 27 (−3)                          |
| 평균 강우량 인치 (mm)            | 3.19 (81)                        | 3.25 (83)                        | 2.66 (68)                        | 0.58 (15)                        | 0.26 (6.6)                       | 0.04 (1.0)                       | 0.02 (0.51)                      | 0.07 (1.8)                       | 0.08 (2.0)                       | 0.33 (8.4)                       | 0.94 (24)                        | 1.90 (48)                        | 13.32 (338)                      |
| 평균 강우일수 (≥ 0.01 inch)      | 5.7                              | 5.3                              | 5.8                              | 1.7                              | 0.7                              | 0.2                              | 0.3                              | 0.2                              | 0.6                              | 1.1                              | 1.9                              | 4.0                              | 27.5                             |
| 출처: The Weather Channel        |                                  |                                  |                                  |                                  |                                  |                                  |                                  |                                  |                                  |                                  |                                  |                                  |                                  |

## 촬영
베벌리힐스에서 영화나 텔레비전 촬영에 적극적으로 협력하고 있으며, 많은 영화나 텔레비전 드라마의 무대가 되고 있다.

### 영화
- 비버리힐스 캅
- 귀여운 여인
- 터미네이터 3

### 텔레비전
- 베벌리힐스 아이들
- 오즈본즈

## 같이 보기
- 로스앤젤레스
- 할리우드